# Olympische Sommerspiele 2020/Leichtathletik – 400 m Hürden (Männer)
Der 400-Meter-Hürdenlauf der Männer bei den Olympischen Spielen 2020 in Tokio fand vom 30. Juli 2021 bis 3. August 2021 im neuerbauten Nationalstadion statt.
Olympiasieger wurde der Norweger Karsten Warholm, der im Finale in 45,94 s als erster Läufer unter 46 Sekunden blieb und damit einen neuen Weltrekord aufstellte. Silber gewann der US-Amerikaner Rai Benjamin. Ihm gelang mit 46,17 s die Verbesserung des Kontinentalrekords für Amerika. Bronze ging an den Brasilianer Alison dos Santos. Auch er lief mit 46,72 s einen neuen Kontinentalrekord, und zwar für Südamerika.

## Aktuelle Titelträger
| Olympiasieger                         | Kerron Clement ( USA)                      | 47,73 s | Rio de Janeiro 2016 |
| Weltmeister                           | Karsten Warholm ( Norwegen)                | 47,42 s | Doha 2019           |
| Europameister                         | Karsten Warholm ( Norwegen)                | 47,64 s | Berlin 2018         |
| Nord-/Zentralamerika-/Karibik-Meister | Kyron McMaster ( Britische Jungferninseln) | 48,18 s | Toronto 2018        |
| Südamerika-Meister                    | Alison dos Santos ( Brasilien)             | 49,88 s | Lima 2019           |
| Asienmeister                          | Abderrahman Samba ( Katar)                 | 47,51 s | Doha 2019           |
| Afrikameister                         | Abdelmalik Lahoulou ( Algerien)            | 48,47 s | Asaba 2018          |
| Ozeanienmeister                       | Ian Dewhurst ( Australien)                 | 50,79 s | Townsville 2019     |

## Rekorde

### Bestehende Rekorde
| Weltrekord         | Karsten Warholm ( Norwegen) | 46,70 s | Oslo, Norwegen               | 1. Juli 2021   |
| Olympischer Rekord | Kevin Young ( USA)          | 46,78 s | Finale OS Barcelona, Spanien | 6. August 1992 |

### Rekordverbesserungen
Dieser Wettbewerb war von ausgesprochen hoher Qualität, alleine sechs der acht Finalisten stellten einen Welt-, Kontinental- oder Landesrekord auf. Darüber hinaus gab es noch einen Kontinental- und einen Landesrekord.
- 1 Weltrekord:
  - 45,94 s – Karsten Warholm (Norwegen), Finale am 3. August
- 3 Kontinentalrekorde:
  - 47,31 s (Südamerikarekord) – Alison dos Santos (Brasilien), zweites Halbfinale am 1. August
  - 46,17 s (Amerikarekord) – Rai Benjamin (USA), Finale am 3. August
  - 46,72 s (Südamerikarekord) – Alison dos Santos (Brasilien), Finale am 3. August
- 4 Landesrekorde:
  - 48,36 s – Rasmus Mägi (Estland), drittes Halbfinale am 1. August
  - 47,08 s – Kyron McMaster (Britische Jungferninseln), Finale am 3. August
  - 47,81 s – Yasmani Copello (Türkei), Finale am 3. August
  - 48,11 s – Rasmus Mägi (Estland), Finale am 3. August

## Vorrunde
Die Vorrunde wurde in fünf Läufen durchgeführt. Für das Halbfinale qualifizierten sich pro Lauf die ersten vier Athleten (hellblau unterlegt). Darüber hinaus kamen die vier Zeitschnellsten, die sogenannten Lucky Loser (hellgrün unterlegt), weiter.

### Lauf 1

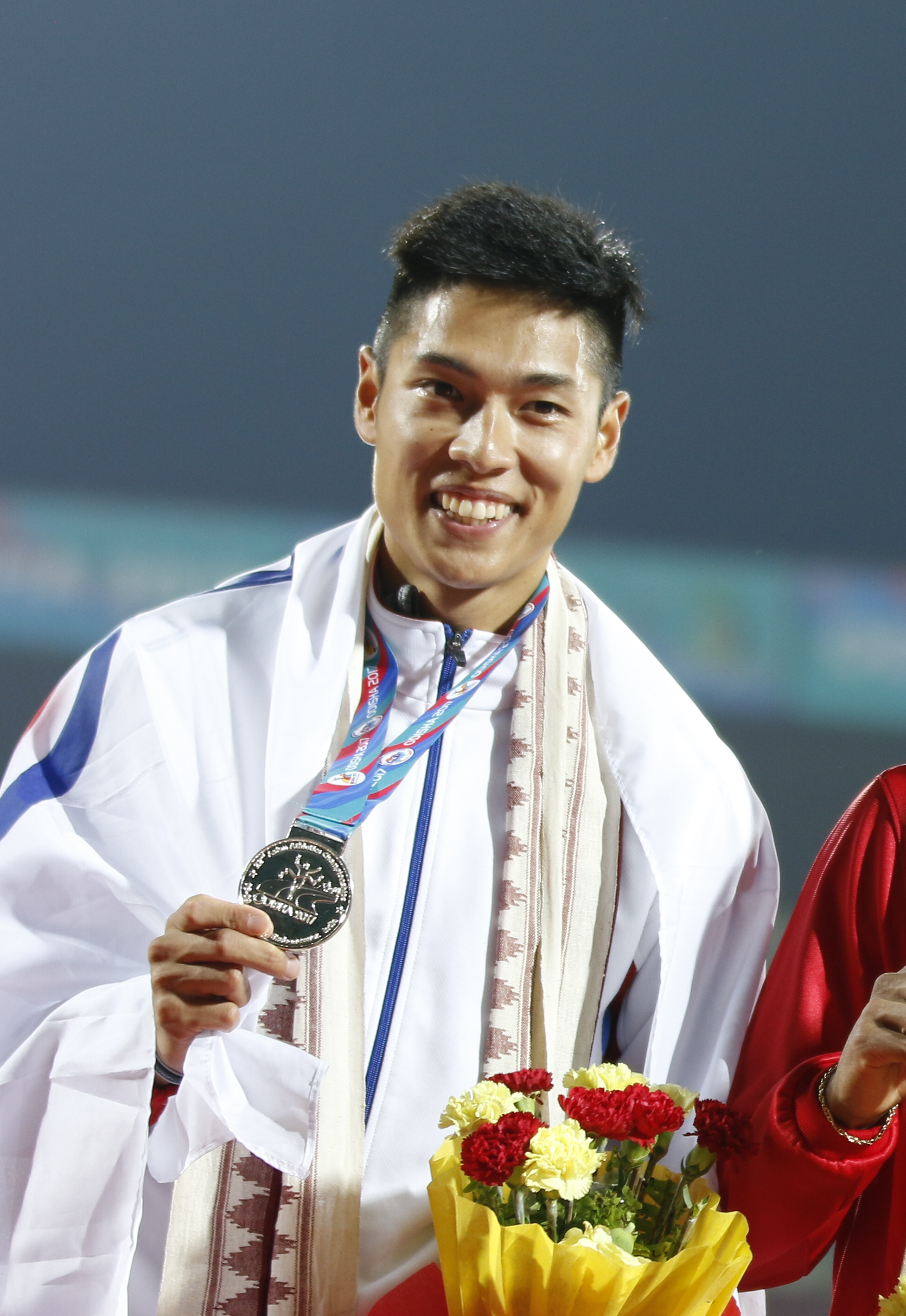
Chen Chieh – ausgeschieden als Siebter des ersten Vorlaufs

30. Juli 2021, 11:25 Uhr (04:25 Uhr MESZ)
| Platz | Name                | Nation            | Zeit (s) | Anmerkung |
| ----- | ------------------- | ----------------- | -------- | --------- |
| 1     | Abderrahman Samba   | Katar             | 48,38    |           |
| 2     | Alison dos Santos   | Brasilien         | 48,42    |           |
| 3     | Abdelmalik Lahoulou | Algerien          | 48,83    | SB        |
| 4     | Kemar Mowatt        | Jamaika           | 49,06    |           |
| 5     | Ludvy Vaillant      | Frankreich        | 49,23    |           |
| 6     | Máté Koroknai       | Ungarn            | 49,80    |           |
| 7     | Chen Chieh          | Chinesisch Taipeh | 50,96    | SB        |

### Lauf 2

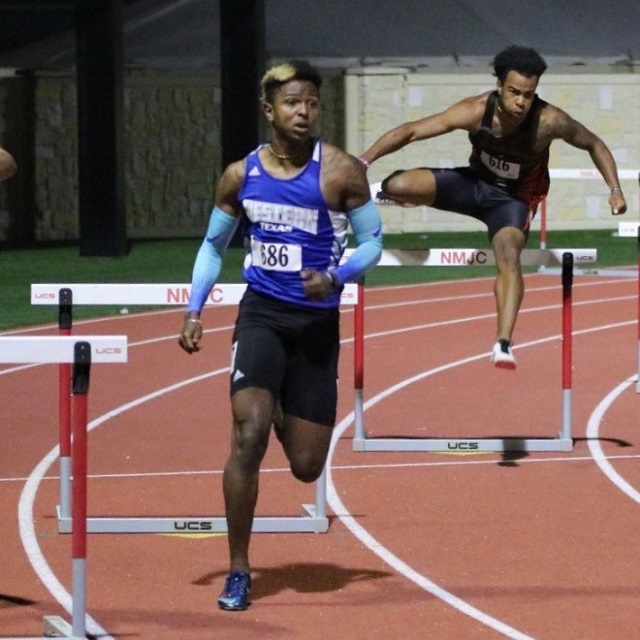
Ned Azemia – ausgeschieden als Achter des zweiten Vorlaufs

30. Juli 2021, 11:33 Uhr (04:33 Uhr MESZ)
| Platz | Namegbl               | Nation      | Zeit (s) | Anmerkung |
| ----- | --------------------- | ----------- | -------- | --------- |
| 1     | Jaheel Hyde           | Jamaika     | 48,54    |           |
| 2     | Kenny Selmon          | USA         | 48,61    |           |
| 3     | Hiromu Yamauchi       | Japan       | 49,21    |           |
| 4     | Constantin Preis      | Deutschland | 49,73    |           |
| 5     | Creve Armando Machava | Mosambik    | 50,37    | SB        |
| 6     | Mohamed Amine Touati  | Tunesien    | 50,58    |           |
| 7     | Sergio Fernández      | Spanien     | 51,51    |           |
| 8     | Ned Azemia            | Seychellen  | 51,67    |           |

### Lauf 3

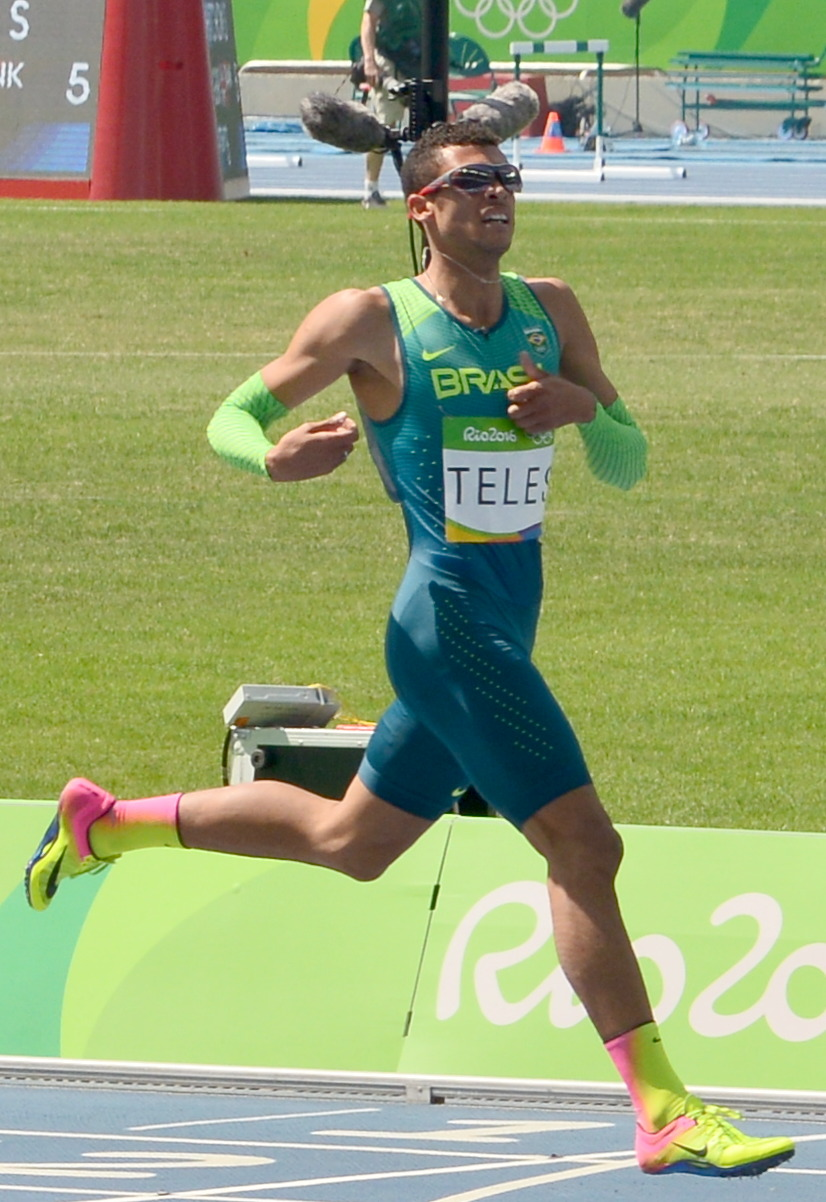
Márcio Teles – ausgeschieden als Sechster des dritten Vorlaufs

30. Juli 2021, 11:41 Uhr (04:41 Uhr MESZ)
| Platz | Name               | Nation      | Zeit (s) | Anmerkung |
| ----- | ------------------ | ----------- | -------- | --------- |
| 1     | Karsten Warholm    | Norwegen    | 48,65    |           |
| 2     | Thomas Barr        | Irland      | 49,02    |           |
| 3     | Alessandro Sibilio | Italien     | 49,11    |           |
| 4     | Luke Campbell      | Deutschland | 49,19    | SB        |
| 5     | Wilfried Happio    | Frankreich  | 49,39    |           |
| 6     | Márcio Teles       | Brasilien   | 49,70    | SB        |
| 7     | Gerald Drummond    | Costa Rica  | 49,92    |           |

### Lauf 4

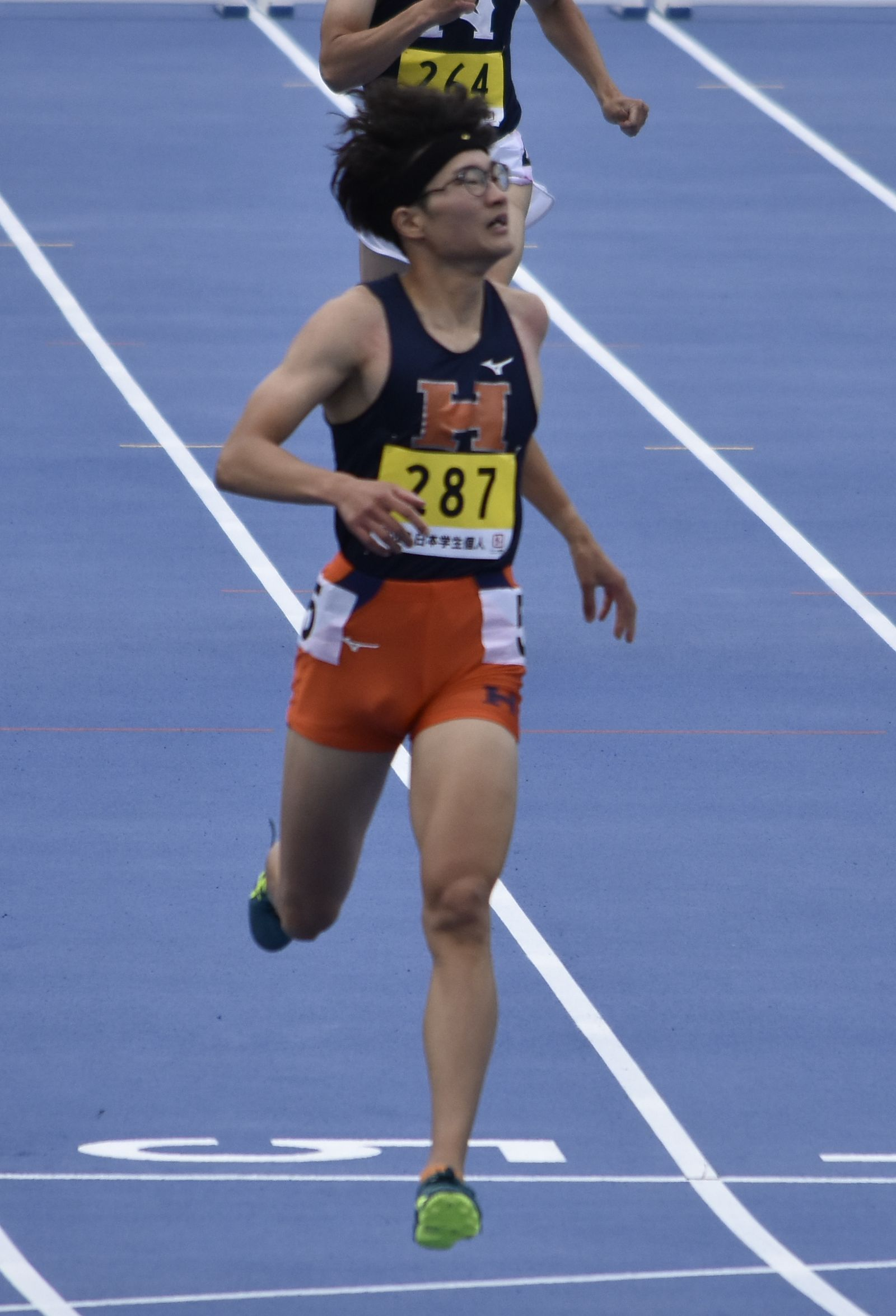
Kazuki Kurokawa – ausgeschieden als Sechster des vierten Vorlaufs

30. Juli 2021, 11:49 Uhr (04:49 Uhr MESZ)
| Platz | Name            | Nation                   | Zeit (s) | Anmerkung |
| ----- | --------------- | ------------------------ | -------- | --------- |
| 1     | Kyron McMaster  | Britische Jungferninseln | 48,79    |           |
| 2     | Yasmani Copello | Türkei                   | 49,00    |           |
| 3     | Shawn Rowe      | Jamaika                  | 49,18    | SB        |
| 4     | David Kendziera | USA                      | 49,23    |           |
| 5     | Joshua Abuaku   | Deutschland              | 49,50    | SB        |
| 6     | Kazuki Kurokawa | Japan                    | 50,30    |           |
| 7     | Jordin Andrade  | Kap Verde                | 50,64    | SB        |

### Lauf 5

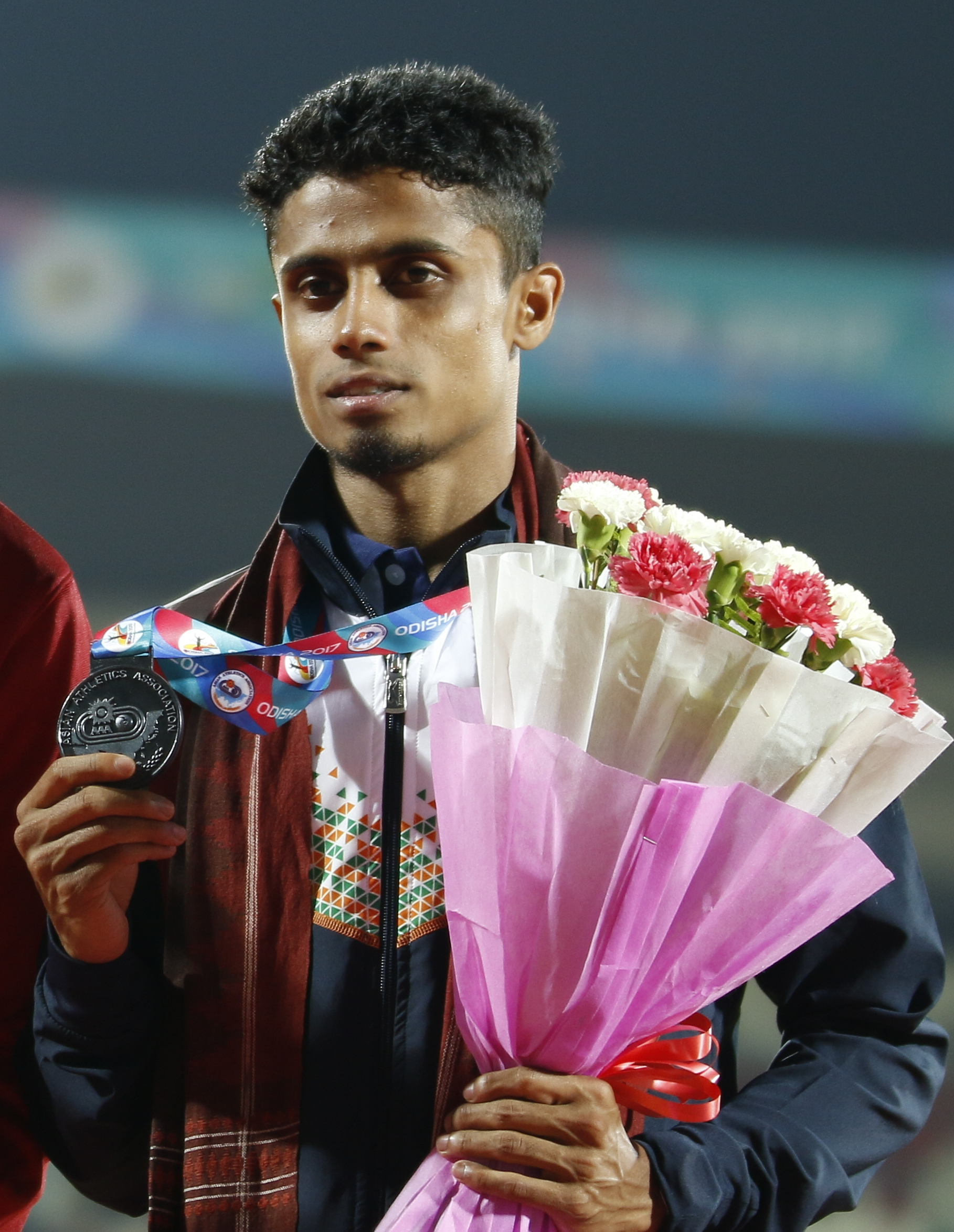
Jabir Madari Pillyalil – ausgeschieden als Siebter des fünften Vorlaufs

30. Juli 2021, 11:57 Uhr (04:57 Uhr MESZ)
| Platz | Name                   | Nation      | Zeit (s) | Anmerkung |
| ----- | ---------------------- | ----------- | -------- | --------- |
| 1     | Rai Benjamin           | USA         | 48,60    |           |
| 2     | Rasmus Mägi            | Estland     | 48,73    |           |
| 3     | Sokwakhana Zazini      | Südafrika   | 49,51    | SB        |
| 4     | Nick Smidt             | Niederlande | 49,55    |           |
| 5     | Vít Müller             | Tschechien  | 49,59    |           |
| 6     | Takatoshi Abe          | Japan       | 49,98    |           |
| 7     | Jabir Madari Pillyalil | Indien      | 50,77    |           |

## Halbfinale
Das Halbfinale umfasste drei Läufe. Für das Finale qualifizierten sich pro Lauf die ersten beiden Athleten (hellblau unterlegt). Darüber hinaus kamen die zwei Zeitschnellsten, die sogenannten Lucky Loser (hellgrün unterlegt), weiter.

### Lauf 1

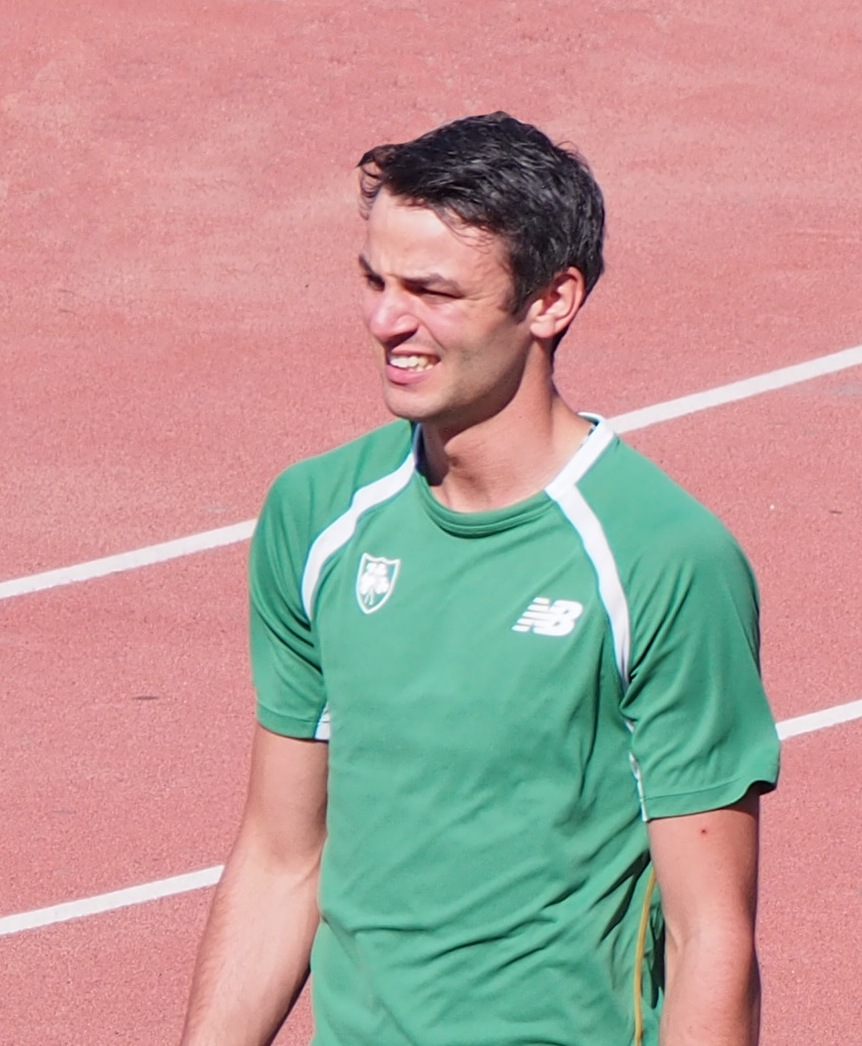
Thomas Barr – ausgeschieden als Vierter des ersten Halbfinals
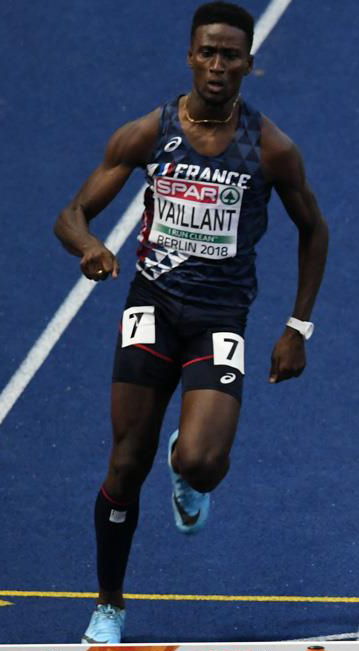
Ludvy Vaillant – ausgeschieden als Siebter des ersten Halbfinals
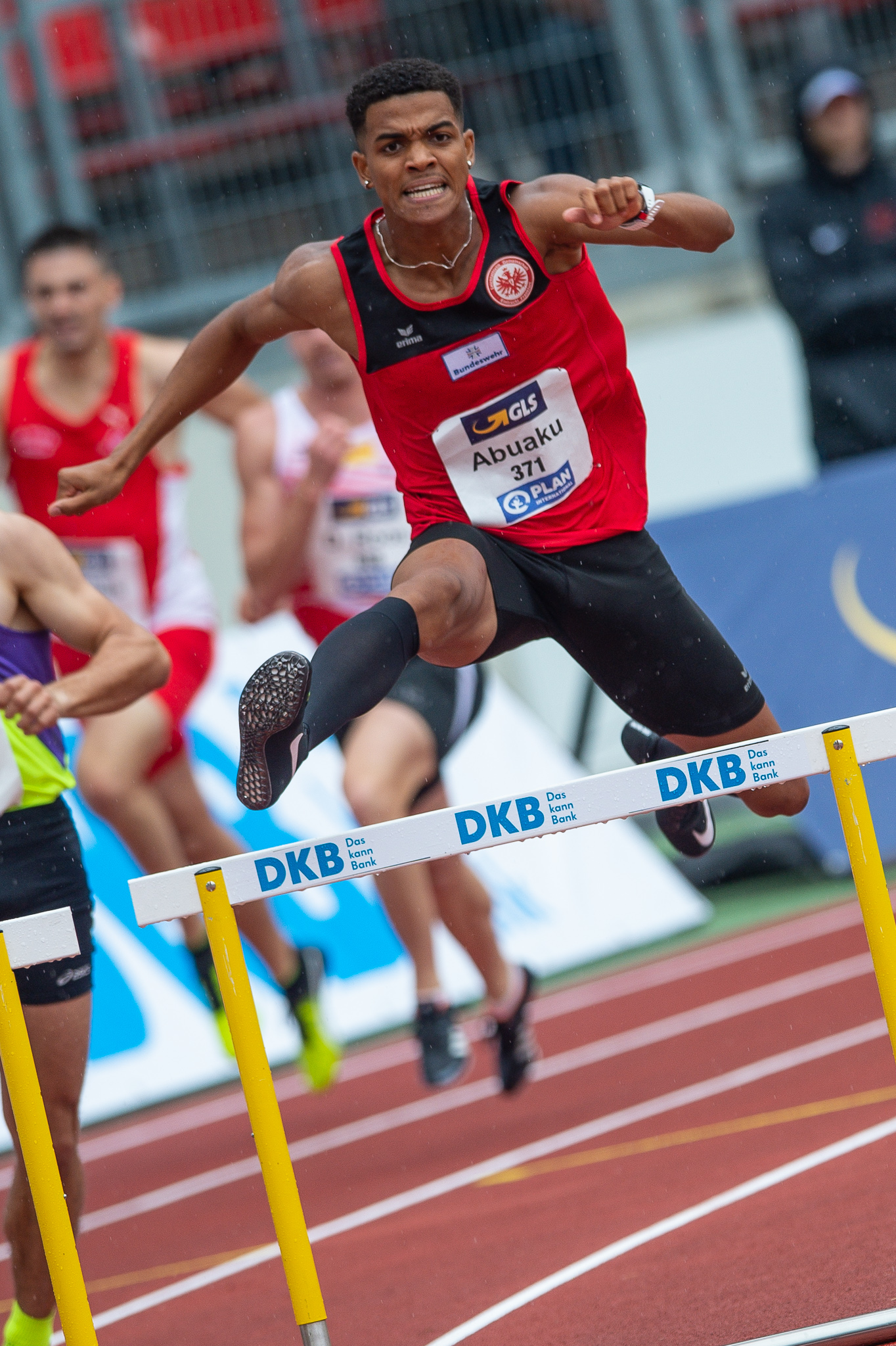
Joshua Abuaku – ausgeschieden als Achter des ersten Halbfinals

1. August 2021, 21:05 Uhr (14:05 Uhr MESZ)
| Platz | Name              | Nation      | Zeit (s) | Anmerkung |
| ----- | ----------------- | ----------- | -------- | --------- |
| 1     | Karsten Warholm   | Norwegen    | 47,30    |           |
| 2     | Rai Benjamin      | USA         | 47,37    |           |
| 3     | Yasmani Copello   | Türkei      | 47,88    | SB        |
| 4     | Thomas Barr       | Irland      | 48,26    | SB        |
| 5     | Kemar Mowatt      | Jamaika     | 48,95    |           |
| 6     | Sokwakhana Zazini | Südafrika   | 48,99    | SB        |
| 7     | Ludvy Vaillant    | Frankreich  | 49,02    | SB        |
| 8     | Joshua Abuaku     | Deutschland | 49,93    |           |

### Lauf 2

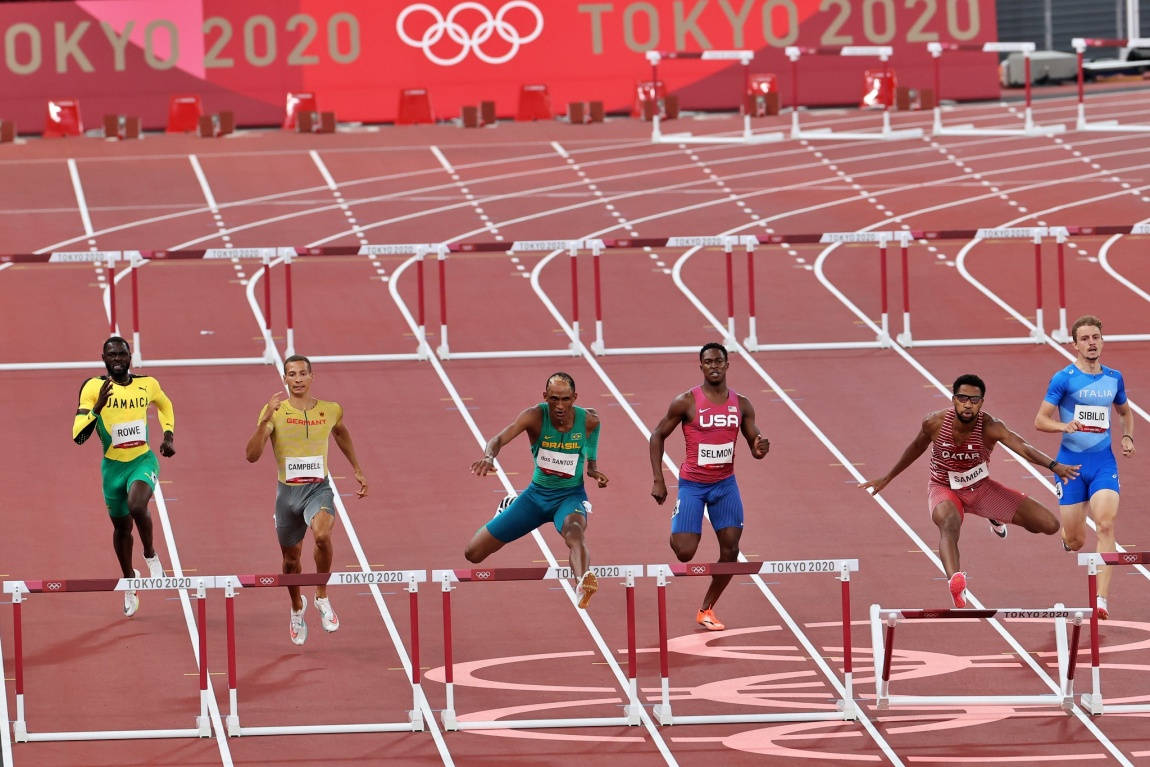
Zweites Semifinale (v. l. n. r.):
- Shawn Rowe, Luke Campbell, Alison dos Santos, Kenny Selmo, Abderrahman Samba, Alessandro Sibilio

1. August 2021, 21:15 Uhr (14:15 Uhr MESZ)
| Platz | Name               | Nation      | Zeit (s) | Anmerkung |
| ----- | ------------------ | ----------- | -------- | --------- |
| 1     | Alison dos Santos  | Brasilien   | 47,31    | SR        |
| 2     | Abderrahman Samba  | Katar       | 47,47    | SB        |
| 3     | Alessandro Sibilio | Italien     | 47,93    | PB        |
| 4     | Kenny Selmon       | USA         | 48,58    |           |
| 5     | Luke Campbell      | Deutschland | 48,62    | PB        |
| 6     | Shawn Rowe         | Jamaika     | 48,83    | PB        |
| 7     | Nick Smidt         | Niederlande | 49,35    | SB        |
| 8     | Vít Müller         | Tschechien  | 49,69    |           |

Im zweiten Halbfinale ausgeschiedene Hürdenläufer:

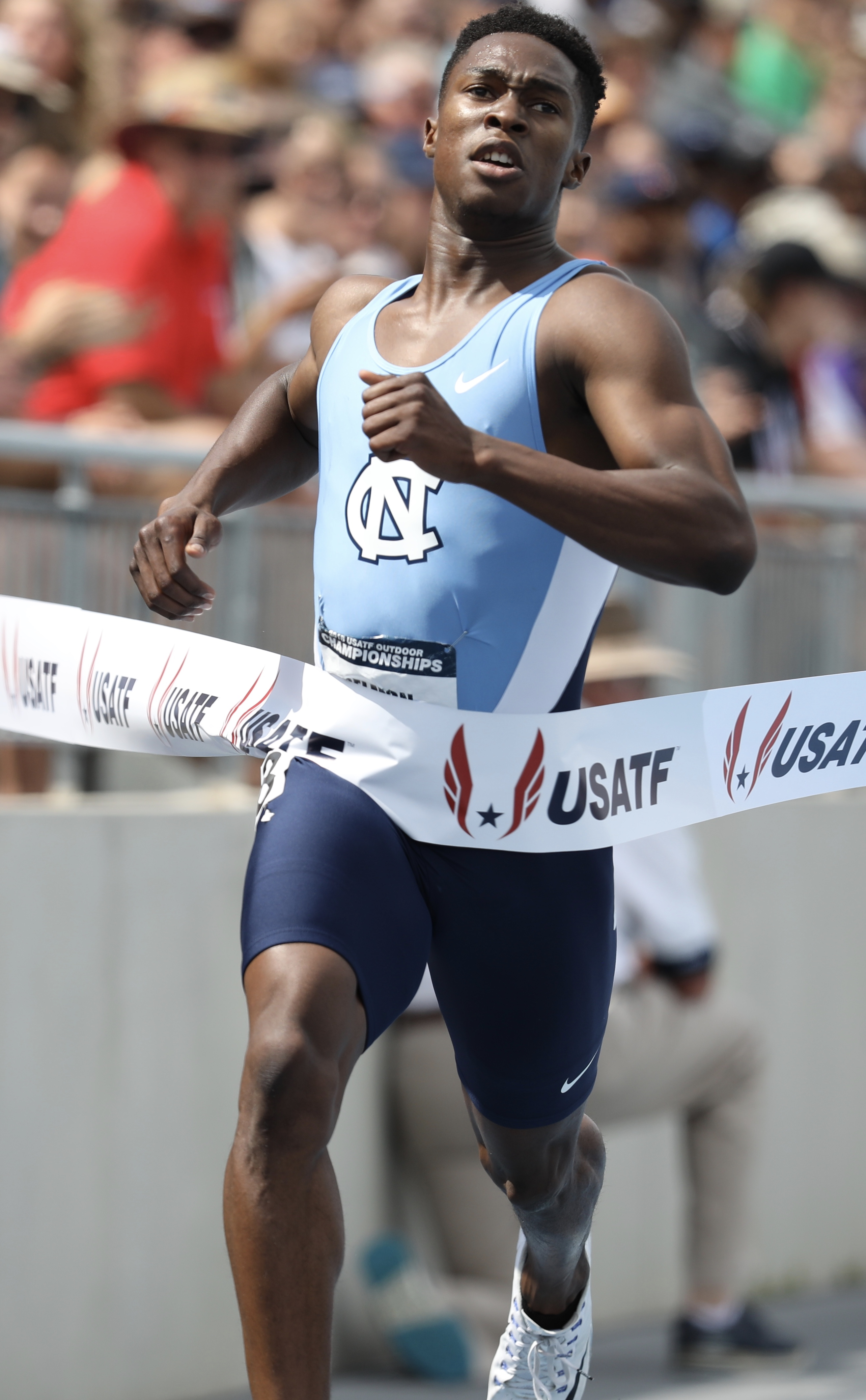
Kenny Selmon – Rang vier
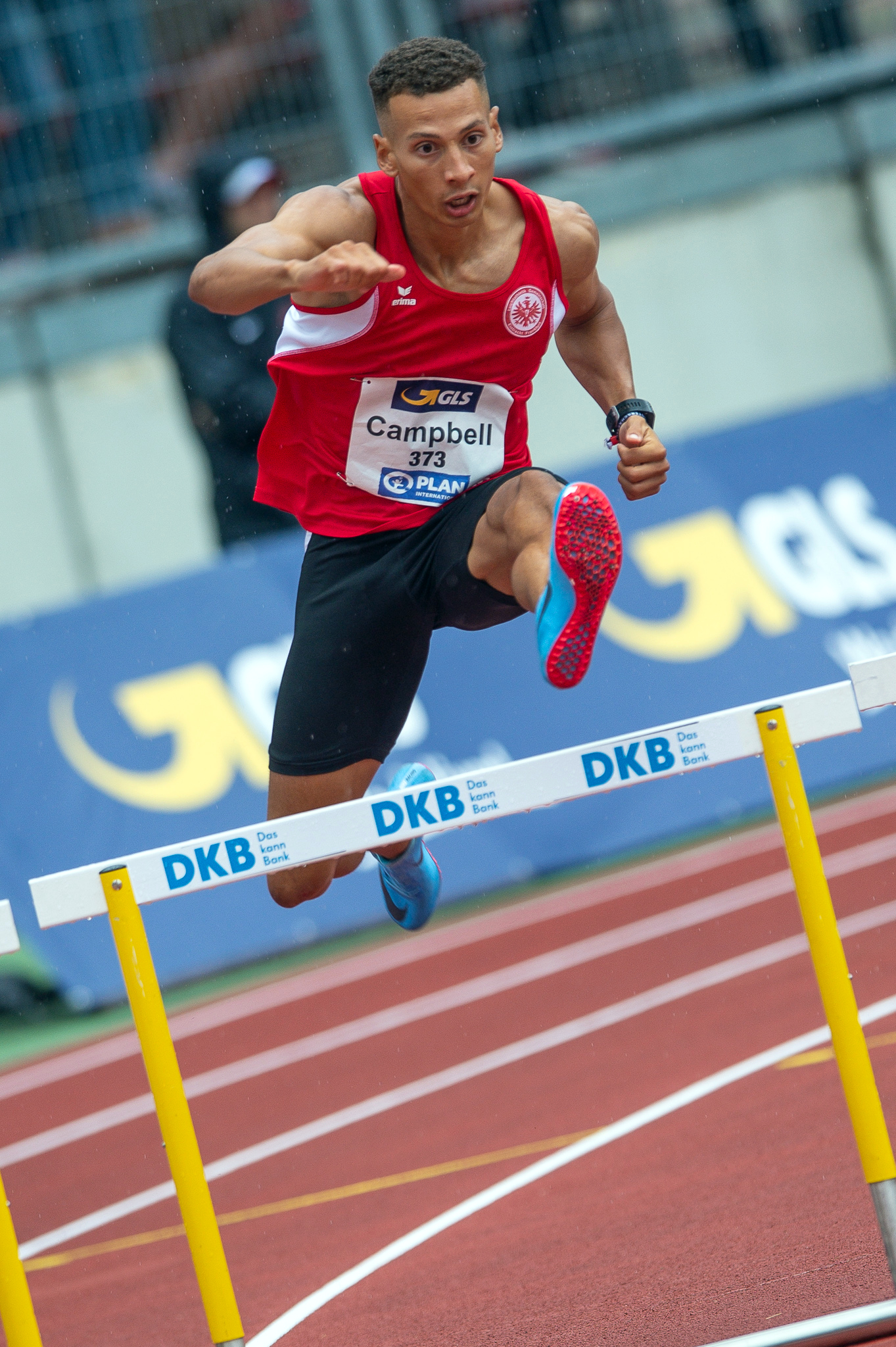
Luke Campbell – Rang fünf

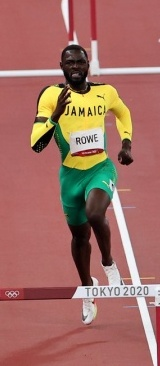
Shawn Rowe – Rang sechs
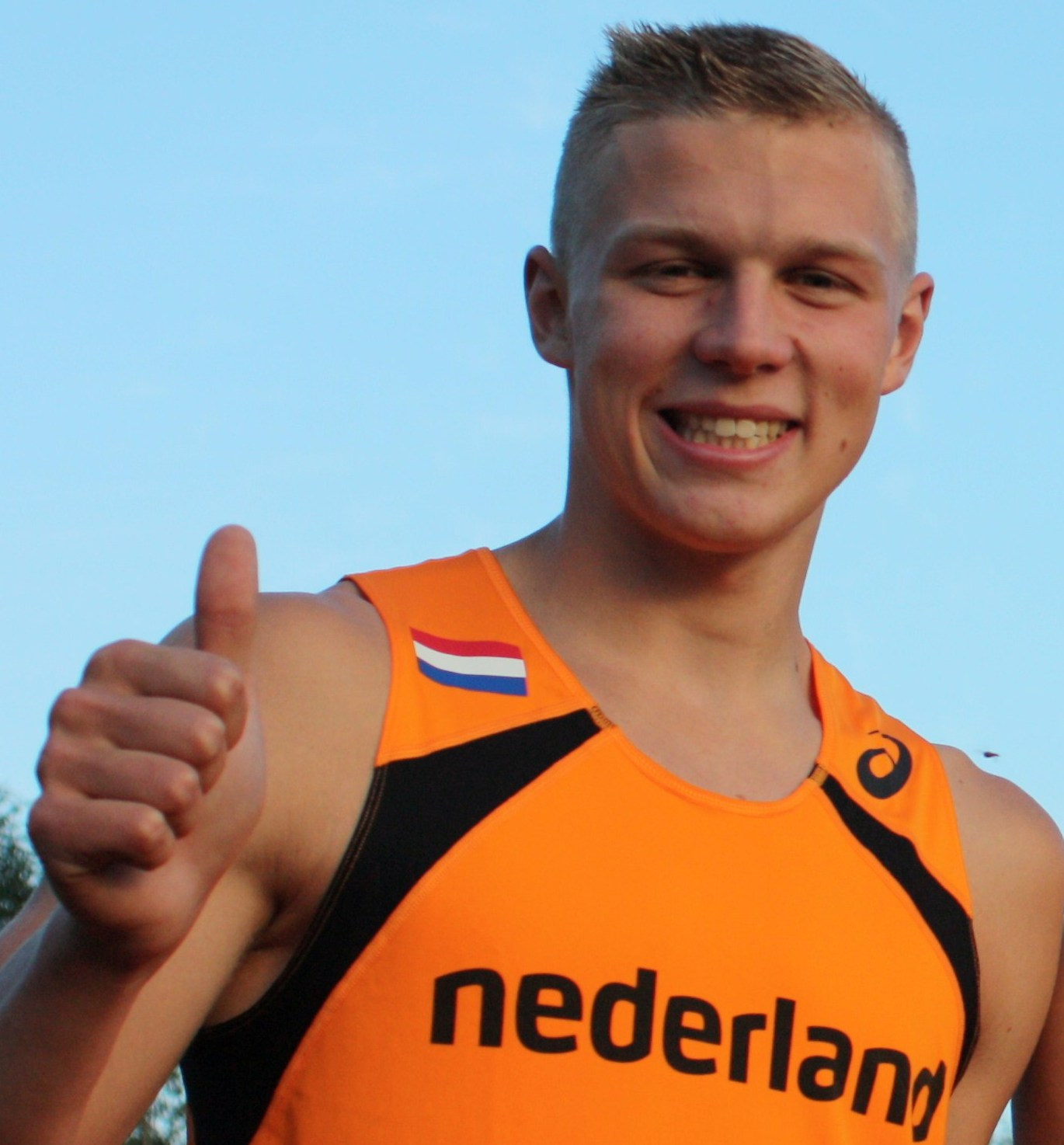
Nick Smidt – Rang sieben
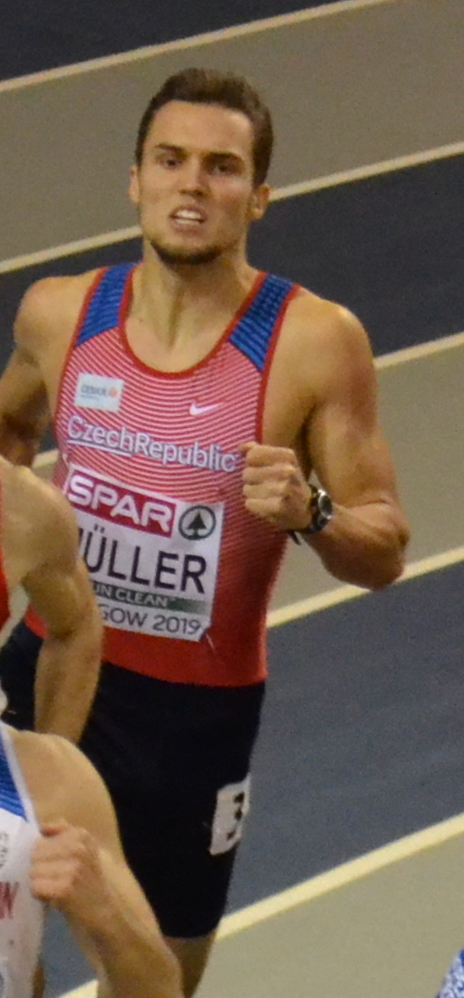
Vít Müller – Rang acht

### Lauf 3

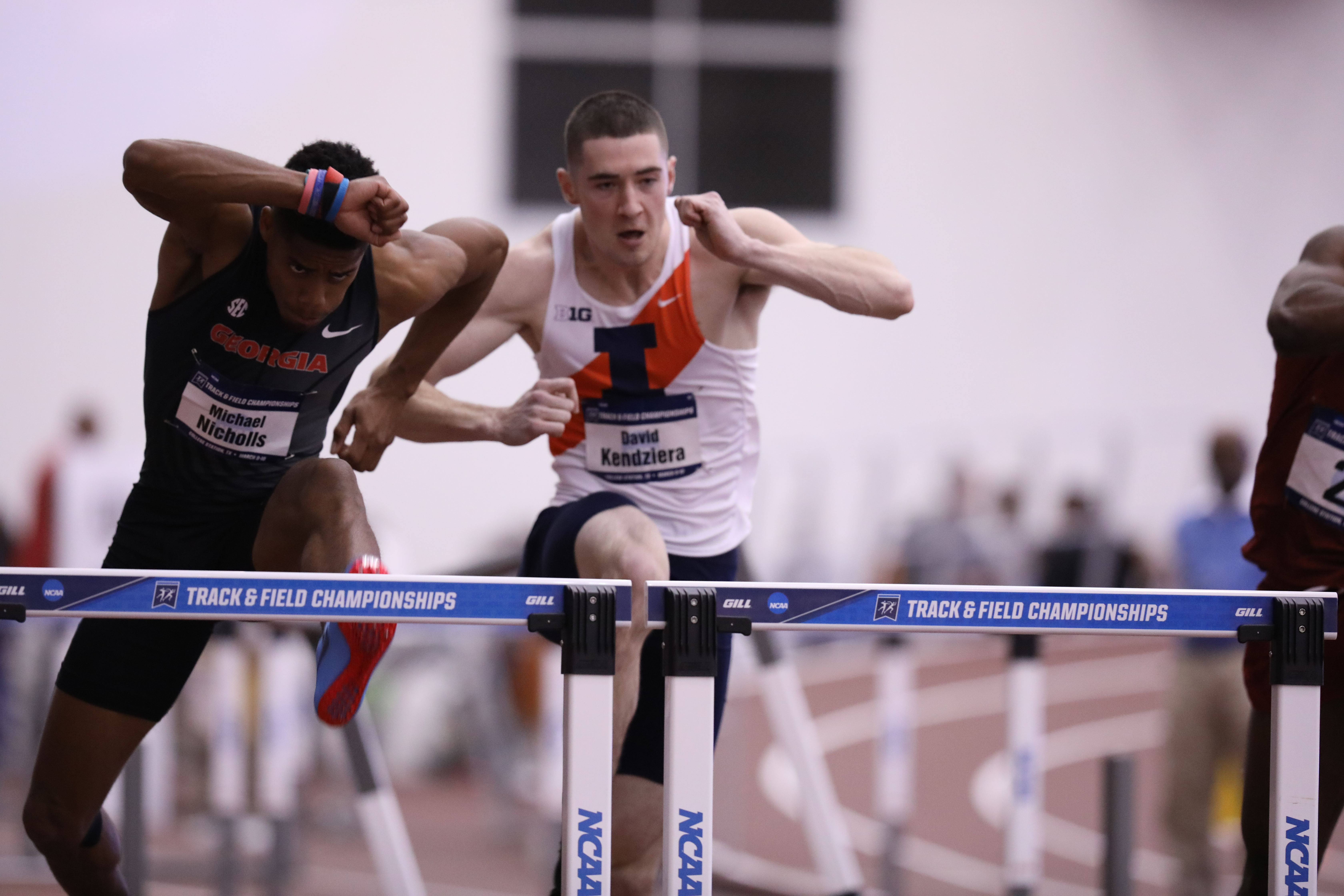
David Kendziera (rechts) – ausgeschieden als Dritter des dritten Halbfinals
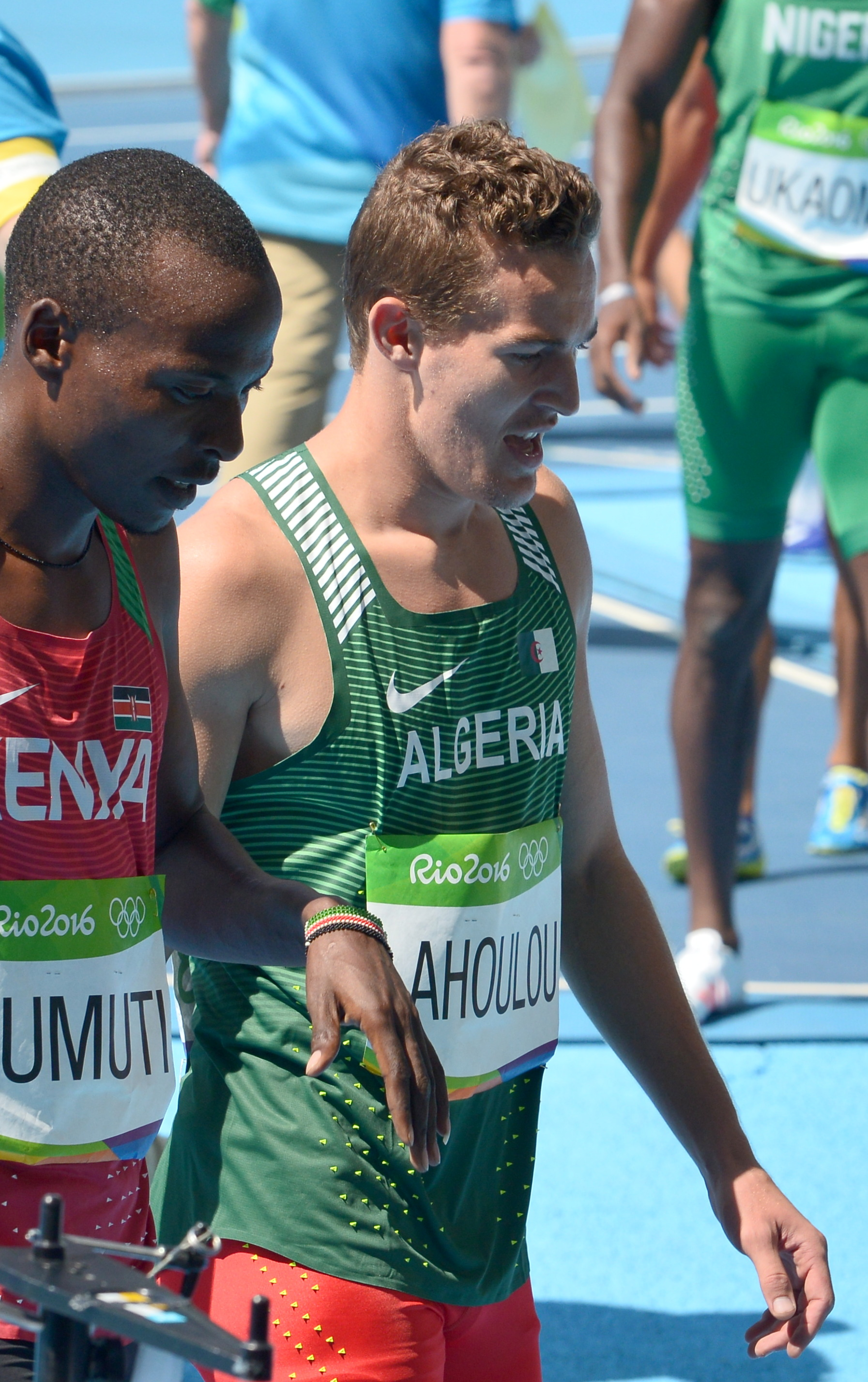
Abdelmalik Lahoulou (grünes Trikot) – ausgeschieden als Fünfter des dritten Halbfinals
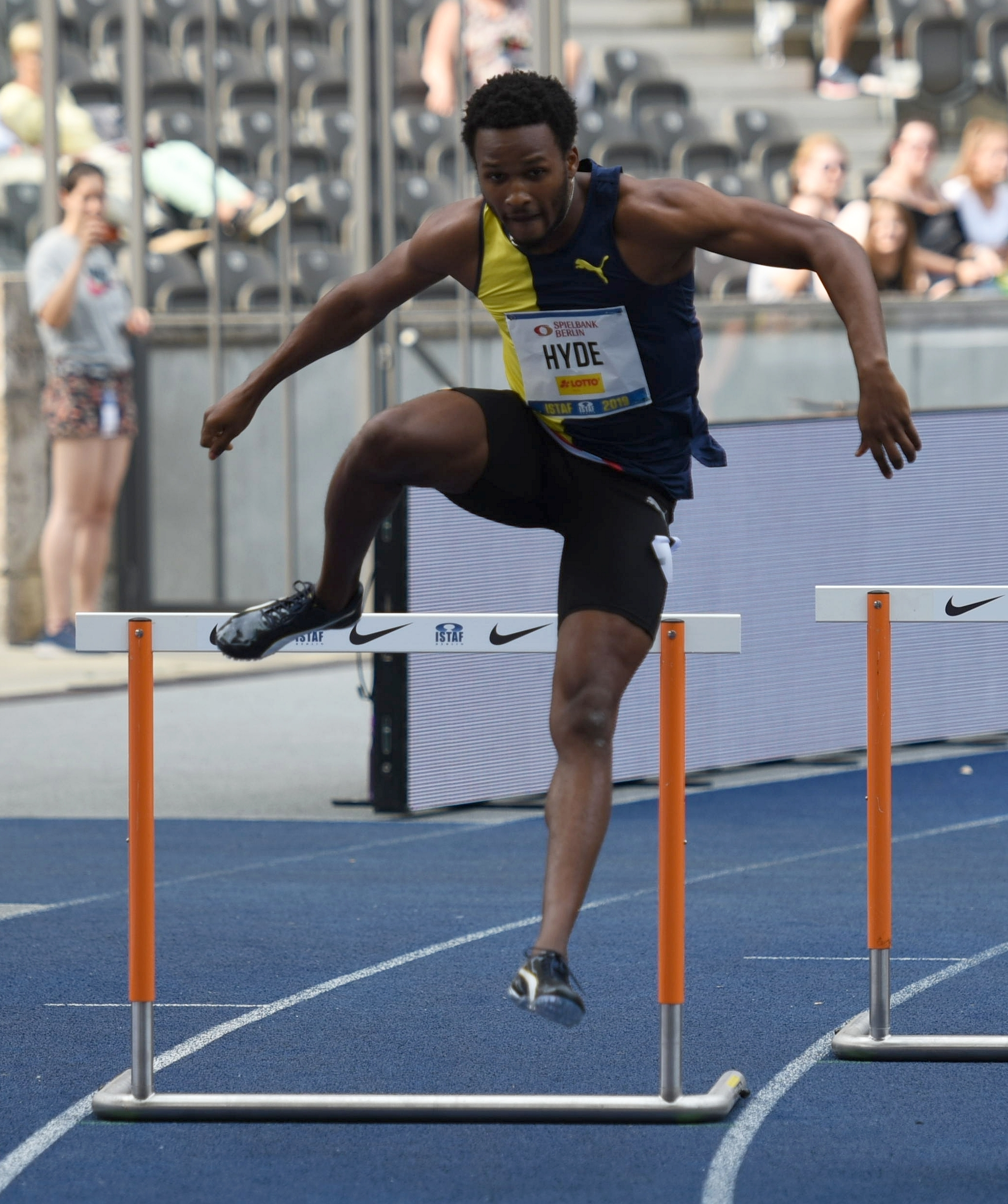
Jaheel Hyde – ausgeschieden als Achter des dritten Halbfinals

1. August 2021, 21:25 Uhr (14:25 Uhr MESZ)
| Platz | Name                | Nation                   | Zeit        | Anmerkung |
| ----- | ------------------- | ------------------------ | ----------- | --------- |
| 1     | Kyron McMaster      | Britische Jungferninseln | 48,26 s     |           |
| 2     | Rasmus Mägi         | Estland                  | 48,36 s     | NR        |
| 3     | David Kendziera     | USA                      | 48,67 s     |           |
| 4     | Constantin Preis    | Deutschland              | 49,10 s     |           |
| 5     | Abdelmalik Lahoulou | Algerien                 | 49,14 s     |           |
| 6     | Hiromu Yamauchi     | Japan                    | 49,35 s     |           |
| 7     | Wilfried Happio     | Frankreich               | 49,49 s     |           |
| 8     | Jaheel Hyde         | Jamaika                  | 1:27,38 min |           |

## Finale

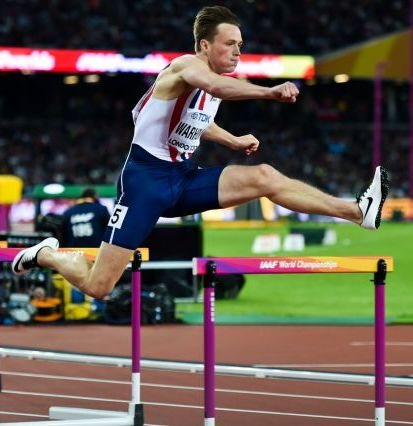
In einem Rennen der Superlative wurde Karsten Warholm Olympiasieger in Weltrekordzeit

3. August 2021, 12:20 Uhr (05:20 Uhr MESZ)
| Platz | Name               | Nation                   | Zeit (s) | Anmerkung |
| ----- | ------------------ | ------------------------ | -------- | --------- |
| 1     | Karsten Warholm    | Norwegen                 | 45,94    | WR        |
| 2     | Rai Benjamin       | USA                      | 46,17    | NA        |
| 3     | Alison dos Santos  | Brasilien                | 46,72    | SR        |
| 4     | Kyron McMaster     | Britische Jungferninseln | 47,08    | NR        |
| 5     | Abderrahman Samba  | Katar                    | 47,12    | SB        |
| 6     | Yasmani Copello    | Türkei                   | 47,81    | NR        |
| 7     | Rasmus Mägi        | Estland                  | 48,11    | NR        |
| 8     | Alessandro Sibilio | Italien                  | 48,77    |           |

Als Topfavorit ging der Norweger Karsten Warholm auf Bahn sechs ins Rennen, sein Hauptgegner, der US-Amerikaner Rai Benjamin, lief neben ihm auf Bahn fünf. Beide starteten mit aggressiven Tempo und hatten bereits bei der zweiten Hürde einen deutlichen Vorsprung auf den Rest des Feldes. Bis zur dritten Hürde setzte sich der Norweger auch von Benjamin ab und ging als klar Führender in die Zielkurve. Auf der Zielgeraden kam Benjamin wieder näher an Warholm heran, doch auf dem Schlussteil nach der zehnten und letzten Hürde setzte sich der Norweger wieder ab und lief als Olympiasieger ins Ziel.
Angesichts seiner hohen Qualität gingen den Fachleuten für diesen Wettbewerb die Superlative aus. Fast drei Jahrzehnte waren vergangen, bevor es Karsten Warholm einen guten Monat vor den Spielen in Tokio gelungen war, den Weltrekord des US-Amerikaners Kevin Young, aufgestellt bei den Olympischen Spielen 1992, zu unterbieten. Nun war der Norweger noch einmal um 76 Hundertstelsekunden schneller und blieb mit seinen 45,94 s als erster Läufer unter 46 Sekunden. Rai Benjamin hatte die Ziellinie in 46,17 s überquert, das war Amerikarekord. Mit dieser Zeit hätte er zuvor den bisherigen Weltrekord des Norwegers unterboten. Der drittplatzierte Brasilianer Alison dos Santos stellte mit 46,72 s einen neuen Südamerikarekord auf. Bis vor etwas mehr als einem Monat wäre das Weltrekord gewesen.
Auch hinter den drei Medaillengewinnern gab es weitere Rekorde. Der viertplatzierte Kyron McMaster stellte mit 47,08 s einen neuen Landesrekord für die Britischen Jungferninseln auf. Abderrahman Samba aus Katar kam in 47,12 s auf den fünften Platz. Yasmani Copello lief als Sechster mit 47,81 s neuen türkischen Landesrekord, der Este Rasmus Magi stellte als Siebter mit 48,11 s ebenfalls einen neuen Landesrekord auf.

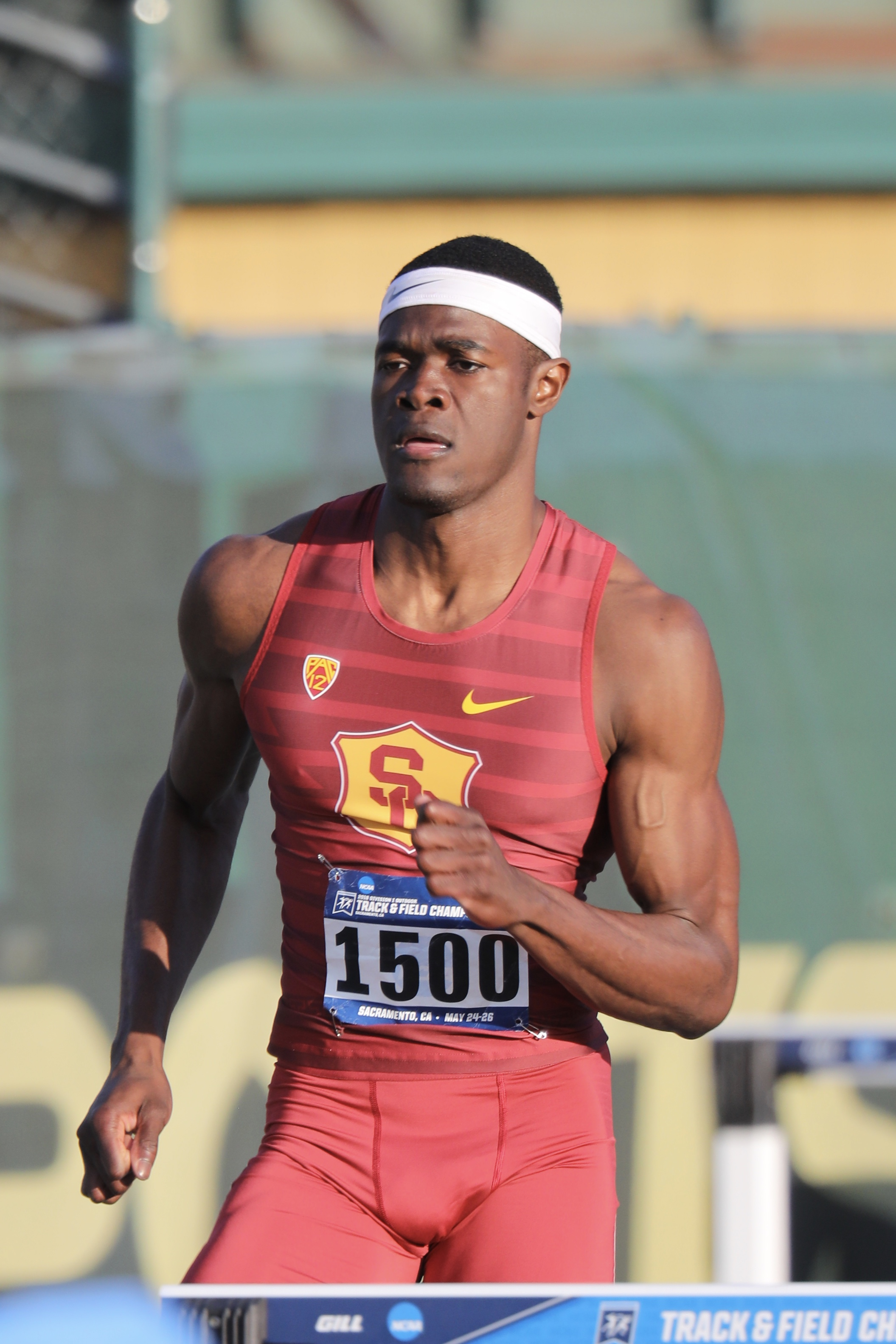
Rai Benjamin – Silbermedaillengewinner mit neuem Amerikarekord
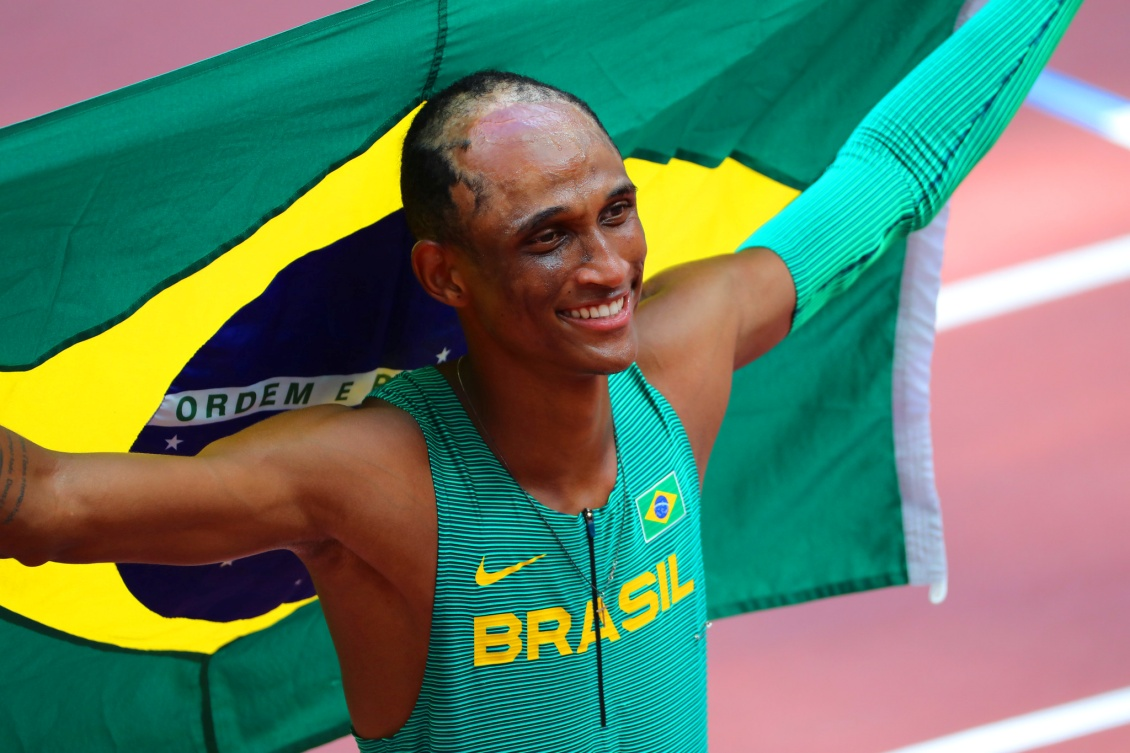
Alison dos Santos – Bronzemedaillengewinner mit Südamerikarekord

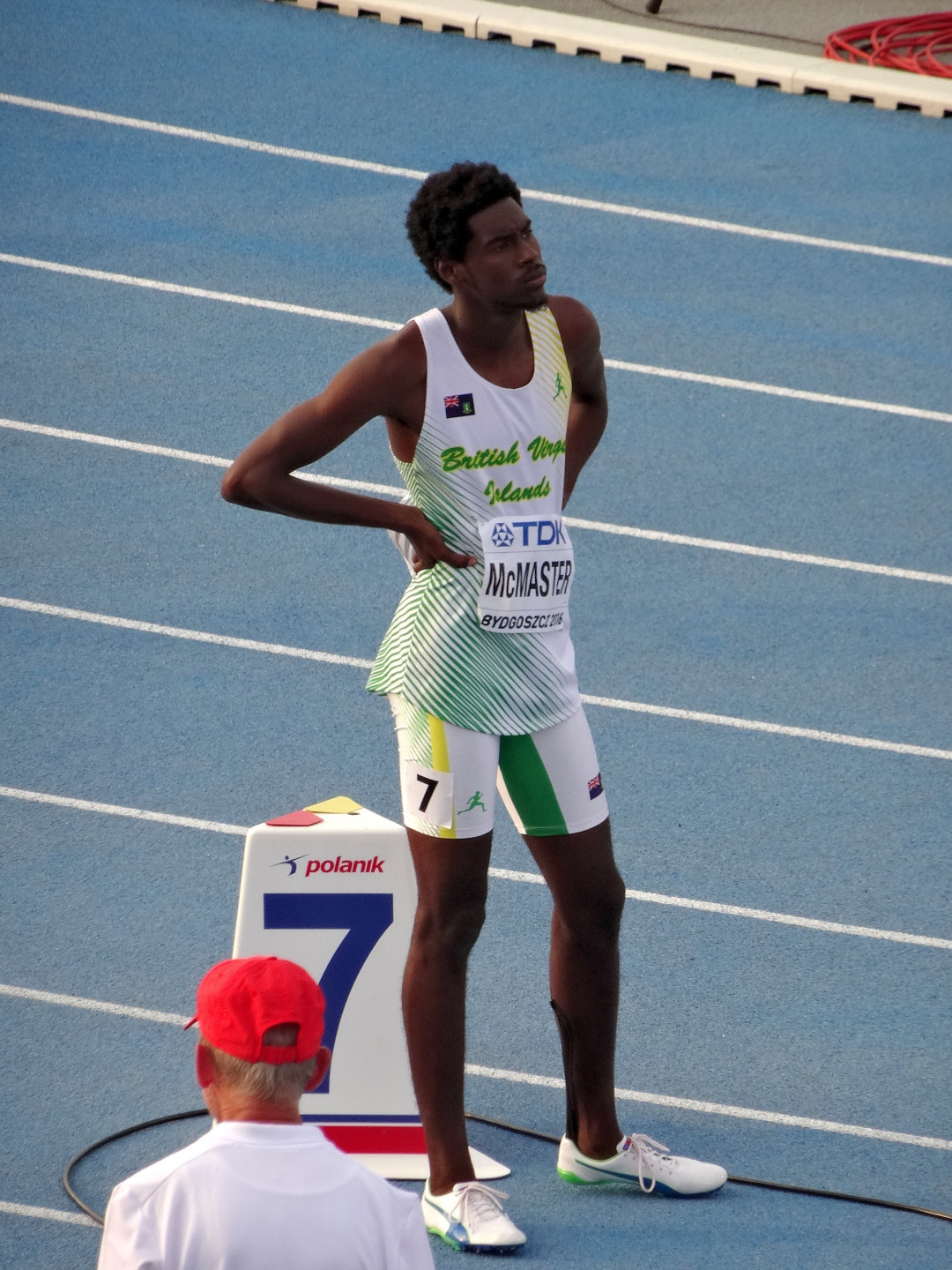
Kyron McMaster erreichte Platz vier und stellte einen Landesrekord für die Britischen Jungferninseln auf
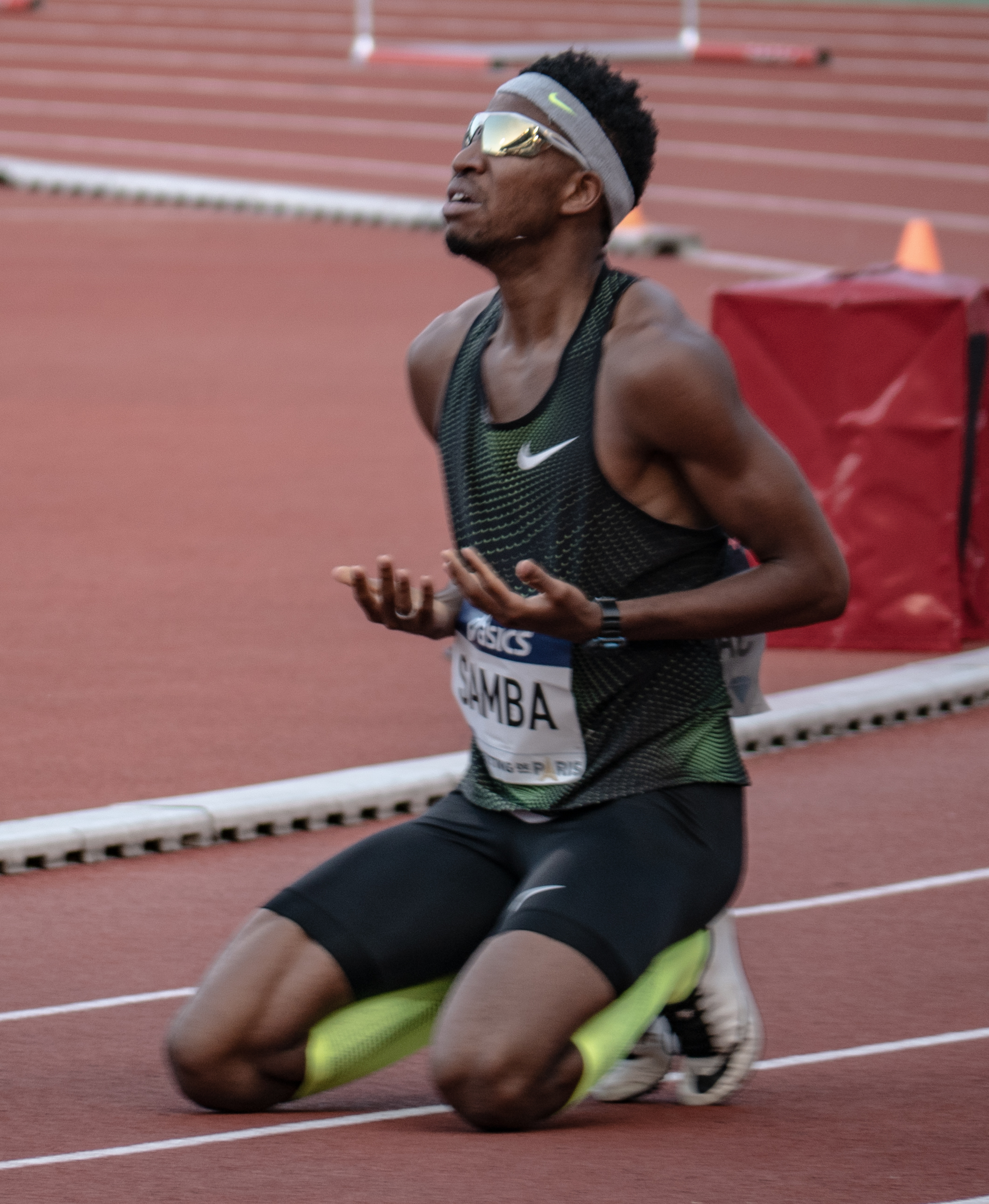
Der fünftplatzierte Abderrahman Samba
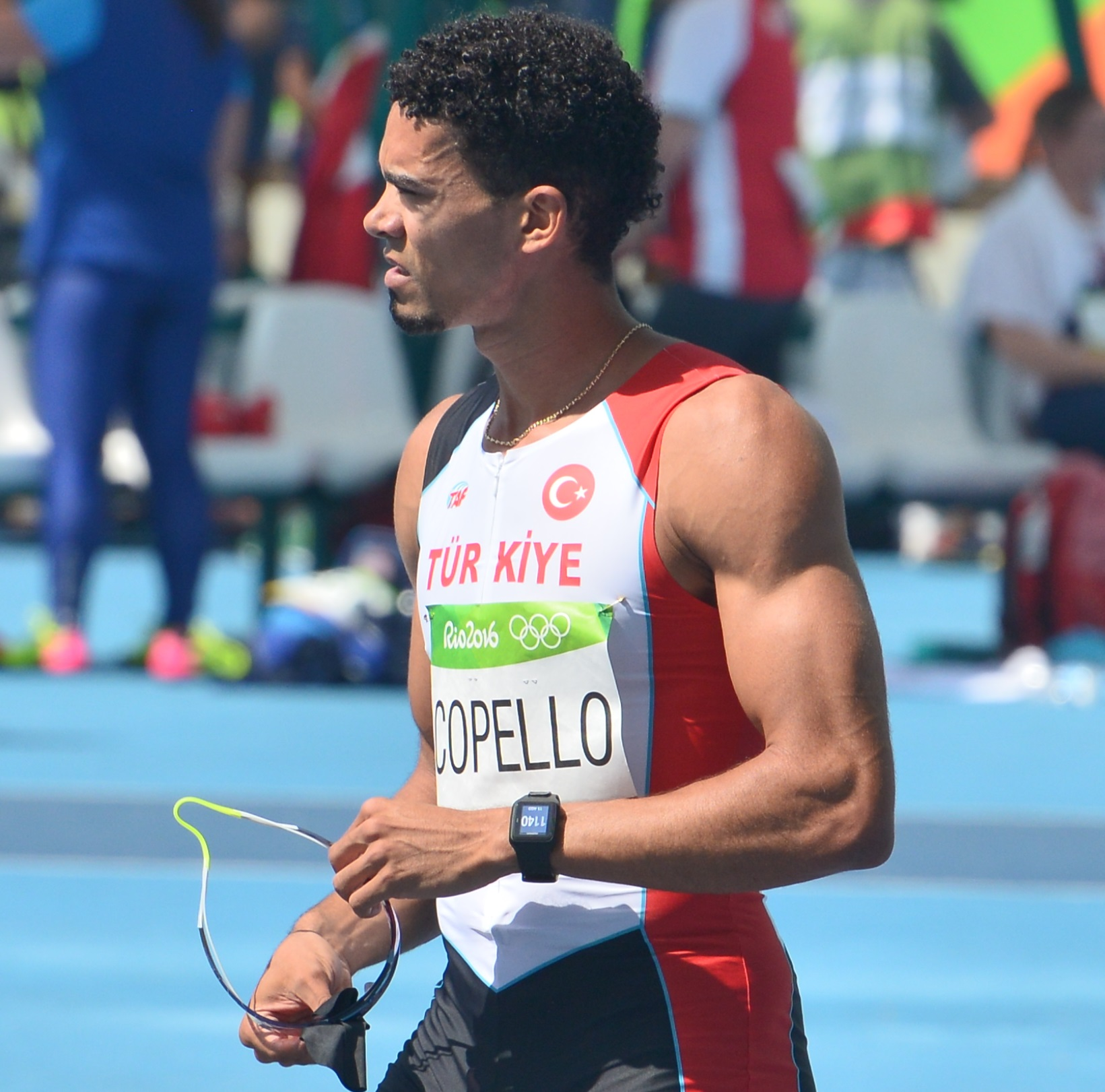
Rang sechs mit türkischem Landesrekord für Yasmani Copello
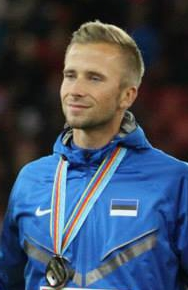
Rasmus Mägi wurde Siebter mit neuem estnischen Landesrekord
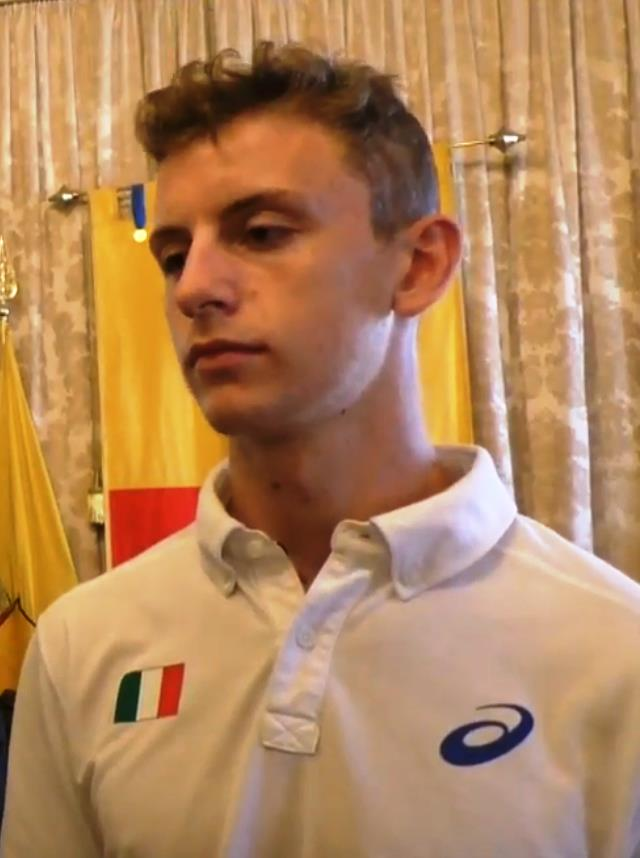
Alessandro Sibilio belegte Rang acht

## Video
- Warholm smashes WORLD RECORD!, Full Men's 400m Hurdles Final, Tokyo Replays, youtube.com, abgerufen am 21. Mai 2022